# Дэвис, Мия Эмбер
Ми́я Э́мбер Дэ́вис (англ. Mia Amber Davis; 25 июля 1974, США — 10 мая 2011, Лос-Анджелес, Калифорния, США) — американская фотомодель, актриса, телевизионный продюсер, редактор и консультант по стилю.

## Биография
Мия Эмбер Дэвис родилась в 1974 году в США.
Мия Эмбер Дэвис была супермоделью размера плюс, актрисой, телевизионным продюсером, редактором и консультантом по стилю.
36-летняя Дэвис ушла из жизни 10 мая 2011 года в Лос-Анджелесе (штат Калифорния, США). Причина смерти — осложнения после операции на колене. Вдовцом женщины остался актёр и сценарист Майк Ярд, они были женаты с 30 марта 2008 года.

## Фильмография
| Год  |   | Русское название        | Оригинальное название | Роль  |
| ---- | - | ----------------------- | --------------------- | ----- |
| 2000 | ф | Дорожное приключение    | Road Trip             | Ронда |
| 2003 | ф | Кричи, если я убью тебя | Holla If I Kill You   | Роуз  |